# Семейство Гестии
Семейство Гестии — небольшое семейство астероидов, расположенное в главном поясе. Семейство названо в честь первого астероида, классифицированного в эту группу — (46) Гестия.

## Крупнейшие астероиды этого семейства
| Имя         | Диаметр  | Большая полуось | Наклонение орбиты | Эксцентриситет орбиты | Год открытия |
| ----------- | -------- | --------------- | ----------------- | --------------------- | ------------ |
| (46) Гестия | 124,1 км | 2,526 а. е.     | 2,342 °           | 0,172                 | 1857         |